# Княжениці
Княжениці (рос. Княженицы) — присілок у Крестецькому районі Новгородської області Російської Федерації.
Населення становить 2 особи. Належить до муніципального утворення Усть-Волмське сільське поселення.

## Історія
До 1927 року населений пункт перебував у складі Новгородської губернії. У 1927-1944 роках перебував у складі Ленінградської області.
Орган місцевого самоврядування від 2010 року — Усть-Волмське сільське поселення.

## Населення
| 2010 |
| ---- |
| 2    |